# Männer sind was Wunderbares
Männer sind was Wunderbares ist eine Fernsehreihe des ZDF, die in den Jahren 1996 bis 2000 das erste Mal ausgestrahlt wurde. Thema ist der Mann als Mensch und als Wesen.

## Konzept und Hauptdarsteller
Die unregelmäßig ausgestrahlten Folgen beinhalteten jeweils eine bis zwei Episoden. Die männlichen Hauptdarsteller wechselten oder spielten in zwei aufeinanderfolgenden Geschichten unterschiedliche Rollen. Beispielsweise wirkte Helmut Zierl als Manager und als Betrüger oder Herbert Herrmann als Gastronom und als erfolgreicher Designer. Andere Protagonisten wurden von Michael Fitz, Bernd Herzsprung oder Heinrich Schafmeister gegeben.

## Drehbuch und Regie
Für die Regie der elf Folgen waren Dennis Satin, Dietmar Klein, Thomas Jacob, Heidi Kranz, Erich Neureuther, Gudrun Scheerer, Marco Serafini und Rolf von Sydow zuständig. Die Drehbücher stammten von Karlheinz Freynik, Volker Maria Arend, Hannah Hollinger, Manfred Kosmann, Kerstin-Luise Neumann, Krystian Martinek und Marco Serafini.

## Schauspieler und Rollen (Auswahl)
| Schauspieler          | Rolle                                                        |
| --------------------- | ------------------------------------------------------------ |
| Oliver Betke          | Ober                                                         |
| Michael Fitz          | Dominik Singhammer                                           |
| Daniel Friedrich      | Thomas von Herbst                                            |
| Gert Haucke           | Bankier Arnold                                               |
| Herbert Herrmann      | Herbert Weilemann Fred Berger Roland Krepp Wolfgang Perlhuhn |
| Bernd Herzsprung      | Felix Kienholtz Kai Scherer                                  |
| Rebecca Immanuel      | Mona                                                         |
| Eva Kryll             | Dr. Grosser                                                  |
| Ruth Maria Kubitschek | Mutti                                                        |
| Doris Kunstmann       | Frau Prof. Lichtenberg                                       |
| Matthias Kupfer       | Bogner                                                       |

| Schauspieler          | Rolle                                                    |
| --------------------- | -------------------------------------------------------- |
| Michaela May          | Frau Wenheimer                                           |
| Annette Mayer         | Friseurin                                                |
| Christine Neubauer    | Marion Sievers                                           |
| Jan Niklas            | Sebastian Bodeck Torsten May                             |
| Olivia Pascal         | Désirée                                                  |
| Barbara Rudnik        | Joanna                                                   |
| Heinrich Schafmeister | Bernhard Schreiber                                       |
| Jürgen Schornagel     | Richard Meister                                          |
| Erika Skrotzki        | Bankiersgattin                                           |
| Constanze Wetzel      | Helga Mattes                                             |
| Helmut Zierl          | Peter Becker Rolf Zaschke Roland Maurer Daniel Schneider |

## Episoden
| Folge | Episode | Titel                         | Erstausstrahlung   |
| ----- | ------- | ----------------------------- | ------------------ |
| 1     | 1       | Unser Vater, der Held         | 1. April 1996      |
| 1     | 2       | Zwei Fliegen mit einer Klappe | 1. April 1996      |
| 2     | 3       | Männer sind was Wunderbares   | 27. April 1996     |
| 2     | 4       | Etikettenschwindel            | 27. April 1996     |
| 3     | 5       | À la Carte                    | 26. September 1998 |
| 3     | 6       | Schleudertrauma               | 26. September 1998 |
| 4     | 7       | Eheprüfung                    | 3. Oktober 1998    |
| 4     | 8       | Ausgebootet                   | 3. Oktober 1998    |
| 5     | 9       | Nicht ganz schwindelfrei      | 22. November 1998  |
| 5     | 10      | Falsch verbunden              | 22. November 1998  |
| 6     | 11      | 24 Stunden Wahrheit           | 29. Dezember 1998  |
| 6     | 12      | Dein Freund und Helfer        | 29. Dezember 1998  |
| 7     | 13      | Ganz der Vater                | 6. April 1999      |
| 7     | 14      | Ein Kinderspiel               | 6. April 1999      |
| 8     | 15      | Die Schönheitsfarm            | 6. Juni 1999       |
| 9     | 16      | Die Halbschwester             | 4. Januar 2000     |
| 10    | 17      | Das Kind ist weg              | 9. Januar 2000     |
| 10    | 18      | Ein Kinderspiel               | 9. Januar 2000     |
| 11    | 19      | Der neue Wagen                | 20. August 2000    |